# Bolivia Music Awards
Los Bolivia Music Awards son una ceremonia anual que se celebra en Bolivia para reconocer y premiar el talento excepcional en la industria musical del país. Los premios se otorgan en 30 categorías distintas, que abarcan desde Mejor Nuevo Artista hasta Artista Revelación, entre otros. Los ganadores son determinados a través de una combinación de votación popular en la página web de Bolivia Music y la evaluación de un jurado compuesto por expertos nacionales e internacionales en la industria musical La edición de 2023 de la ceremonia tuvo lugar en el Hard Rock Café en Santa Cruz de la Sierra.

## Historia
Bolivia Music, una destacada plataforma musical, inicialmente se centró en la elaboración de clasificaciones musicales semanales a través de su portal web. Estos rankings posibilitaron la participación del público mediante votaciones en diversas categorías, estimulando así una interacción activa con la comunidad musical. Esta iniciativa de compromiso directo con la audiencia sentó las bases para la instauración de los Bolivian Music Awards en el 2021.
Los nominados a los Bolivian Music Awards 2021 fueron artistas destacados en el Ranking Musical de Bolivia Music entre 2020 y 2021. Los ganadores se decidieron según la cantidad de votos recibidos a través del sitio web de la plataforma, con una participación activa del público que alcanzó más de 60.000 votos.

## Ceremonias y principales ganadores
| N.º | Año  | Ciudad                  | Lugar                        | Artista del Año | Artista del Año | Ref   |
| --- | ---- | ----------------------- | ---------------------------- | --------------- | --------------- | ----- |
| 1.ª | 2021 | Santa Cruz de la Sierra | Hotel Marriott de Santa Cruz | Lu de la Tower  | Bonny Lovy      | [ 6 ] |
| 2.ª | 2022 | Santa Cruz de la Sierra | Hard Rock Café de Santa Cruz | Lu de la Tower  | Bonny Lovy      | [ 7 ] |
| 3.ª | 2023 | Santa Cruz de la Sierra | Hard Rock Café de Santa Cruz | Lu de la Tower  | Luis Vega       | [ 3 ] |
| 4.ª | 2024 | Santa Cruz de la Sierra | Hard Rock Café de Santa Cruz | Gardenia Moruno | Luis Vega       | [ 8 ] |

## Categorías
Los Bolivian Music Awards comenzaron con 22 categorías. Sin embargo, en 2023, se añadieron 8 categorías más, llegando a un total de 30 categorías.
- General
  - Álbum del año
  - Artista emblema
  - Artista femenina del año
  - Artista masculino del año
  - Artista Revelación
  - Canción del año
  - Cantautor del año
  - Compositor del año
  - Dúo del año
  - Grupo del Año
  - Mejor Grupo Nuevo
  - Mejor Nueva Artista
  - Mejor Nuevo Artista
  - Mejor Sello discográfico
  - Reedición del año
  - Videoclip del año
- Específicas
  - Mejor Artista Cristiano
  - Mejor Artista de Electrónica
  - Mejor Artista en el Extranjero
  - Mejor Artista Internacional
  - Mejor Artista Pop
  - Mejor Artista Rankin Bolivia
  - Mejor Artista Rock
  - Mejor Artista Urbana
  - Mejor Artista Urbano
  - Mejor Colaboración
  - Mejor Colaboración Internacional
  - Mejor director de videoclip
  - Mejor Grupo Folclórico
  - Mejor Productor Musical

- Especiales
  - Reconocimiento a la Trayectoria

## Récords
Luis Vega encabeza la lista de artistas más premiados en los Bolivia Music Awards, acumulando un total de 11 galardones. Entre sus distinciones se incluyen tres premios consecutivos como Cantautor del Año (2022, 2023 y 2024), el reconocimiento a Artista Masculino del Año en 2023 y 2024. En la cuarta edición del evento, estableció un récord al recibir 15 nominaciones, siendo también el artista que más premios obtuvo en una sola versión, con un total de cinco galardones. 
Le siguen Bonny Lovy y la banda Chila Jatun. Bonny Lovy ha recibido un total de 6 premios, entre ellos Artista Masculino del Año en 2021 y 2022, así como distinciones por La Cumbia Bolivia (2021), Loco de Remate (2022), su colaboración en Juntos Sonamos Más Fuerte y su aporte al género urbano en 2023. Por su parte, Chila Jatun ha obtenido 5 galardones, incluyendo tres premios consecutivos como Grupo Folclórico del Año (2021–2023) y dos premios a Mejor Colaboración (2022 y 2023).

## Controversias
En mayo de 2025, el artista Drop-D denunció públicamente que la organización de los Bolivia Music Awards le solicitó un pago de 350 dólares para asistir a la ceremonia como artista galardonado. La publicación generó diversas reacciones y abrió un debate sobre la transparencia y los criterios de reconocimiento utilizados por el evento.
Tras conocerse la denuncia, Luis Vega emitió un comunicado anunciando que no asistiría a futuras premiaciones en Bolivia, señalando la necesidad de procesos más transparentes y de reconocimiento basado en méritos verificables. Poco después, Lu de la Tower también expresó su desacuerdo con la existencia de cobros a artistas emergentes, y comunicó su desvinculación de la organización, afirmando que durante su experiencia previa nunca fue objeto de ese tipo de solicitudes.
En ese contexto, la organización, a través de declaraciones públicas y del propio Diego Alba, fundador del evento, aclaró que los pagos referidos correspondían a paquetes de participación opcionales y no constituían un requisito para recibir el reconocimiento.
Posteriormente, Luis Vega aclaró que sus críticas no estaban dirigidas a un evento específico y expresó respeto por el trabajo de Diego Alba. Anunció que su equipo brindaría patrocinio a los Bolivia Music Awards y propuso un sistema de votación basado en profesionales del ámbito musical.